# Thomas C. Jerdon

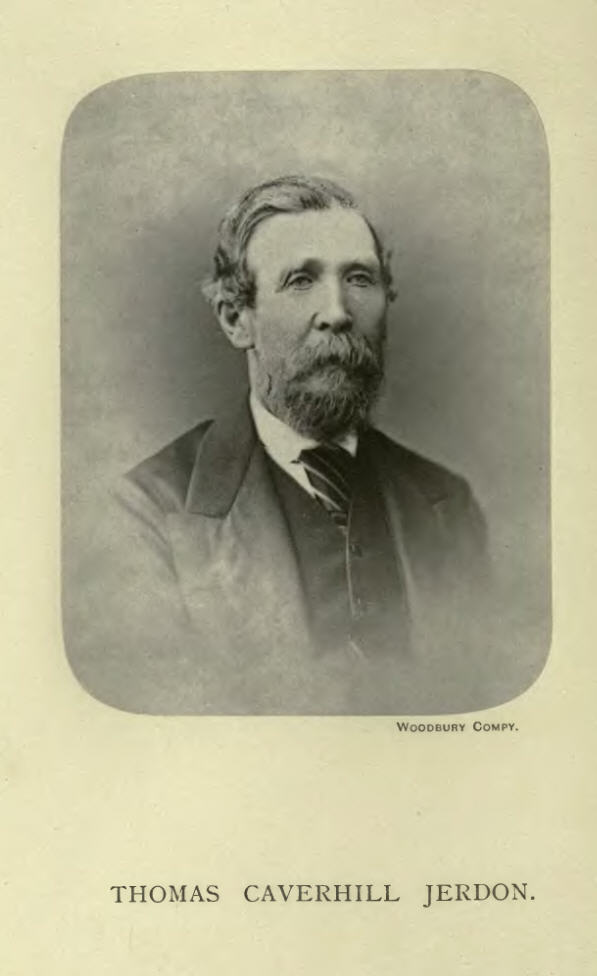
Thomas Caverhill Jerdon

Thomas Caverhill Jerdon (1811, Durham - 12 de junho de 1872) é um médico, zoológo e botânico inglês.
Estudou na Universidade de Edimburgo. Prestou serviços médicos na Índia, trabalhando na "British East India Company". Como cirurgião militar serviu no "Madras Regiment"

## Trabalhos publicados

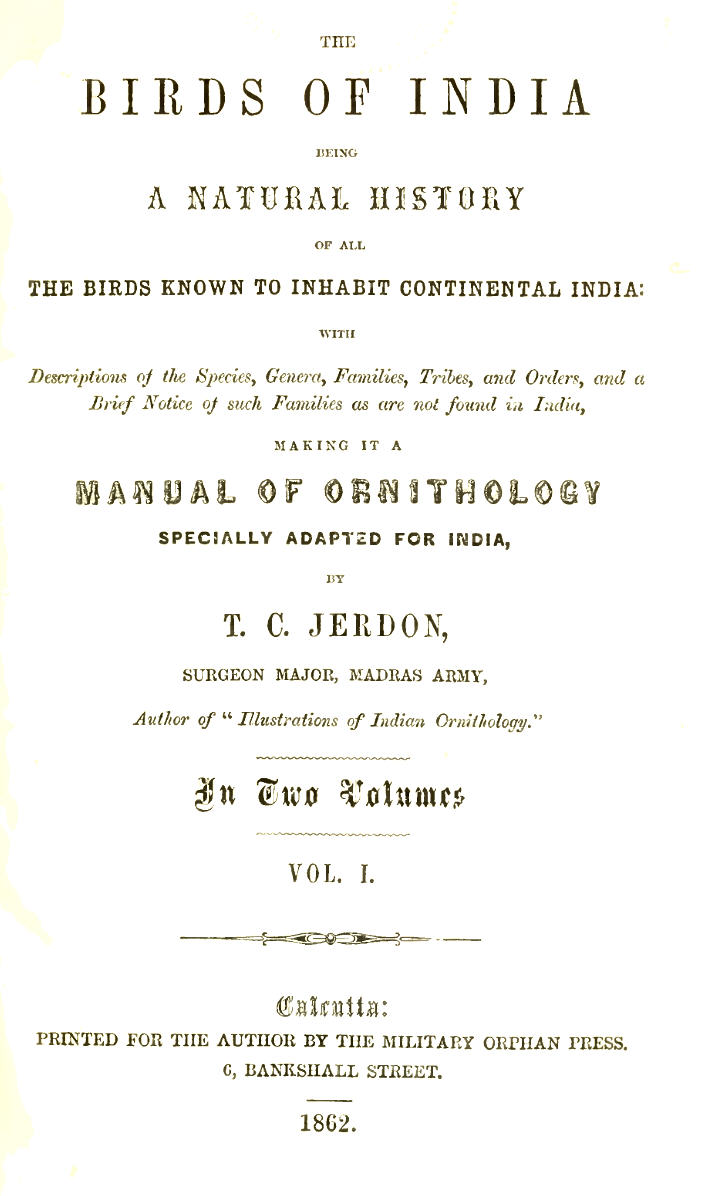
Capa do livro "Birds of India"

- Jerdon, T. C. 1840 Cuculus himalayanus sp. n. Madras J. Literature and Science 11: 12-13
- Jerdon, T. C. 1842 Cuculus venustus sp. n. Madras J. Literature and Science 13: 140
- Jerdon, T. C. 1847 Illustrations of Indian Ornithology 1036 (September 4, 1847)
- Jerdon, T. C. 1851 A catalogue of the species of ants found in southern India. Madras J. Lit. Sci. 17: 103-127
- Jerdon, T. C. 1853 Catalogue of Reptiles inhabiting the Peninsula of India. J. Asiat. Soc. 153
- Jerdon, T. C. 1854 A catalogue of the species of ants found in southern India. Ann. Mag. Nat. Hist. (2)13: 45-56
- Jerdon, T. C. 1863 The Birds of India. Volume I 1857 (May 30, 1863)
- Jerdon, T. C. 1864 The Birds of India. Volume II, Part I 1895 (February 20, 1864)
- Jerdon, T. C. 1864 The Birds of India. Volume III 1931 (October 29, 1864)
- Jerdon, T. C. 1870 Notes on Indian Herpetology. P. Asiatic Soc. Bengal March 1870: 66-85
- Jerdon, T. C. 1874 The mammals of India: natural history. John Wheldon, London.